# 二頭彎舉

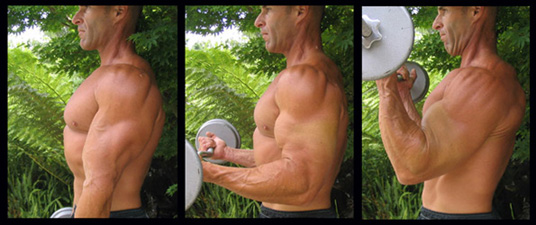
使用槓鈴作出站立式的二頭彎舉

二頭彎舉是上身训练中的一种，若果以健美为目的，这种训练被用于重點增强肱二頭肌。

## 器材
二頭彎舉通常需要使用以下器材：
- 啞鈴
- 槓鈴
- E-Z bar
- Preacher bench
- 可调节的卧推凳

## 概要
雙手反握啞鈴或槓鈴，兩手間距約同比肩寬，將啞鈴或槓鈴下放垂於腿前。上臂內側緊貼身體。以肘關節為支點，用二頭肌的力量，將向上舉起至肩前。稍停，再慢慢地循原路放下至腿前。

## 變種

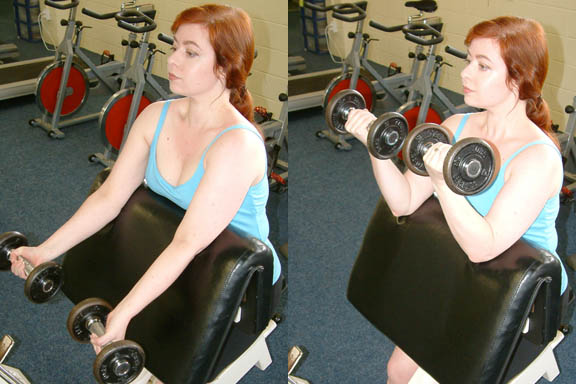
使用啞鈴坐在Preacher Bench的二頭彎舉

二頭彎舉的動作有數個變化：
- 直立槓鈴彎舉
- EZ槓鈴彎舉
- 反握二頭彎舉
- 坐姿啞鈴彎舉
- 史考特彎舉
- 斜躺啞鈴彎舉
- 二頭彎舉機